# Ahlstrom
För Ahlstrom-Munksjö Oyj, se Ahlstrom-Munksjö

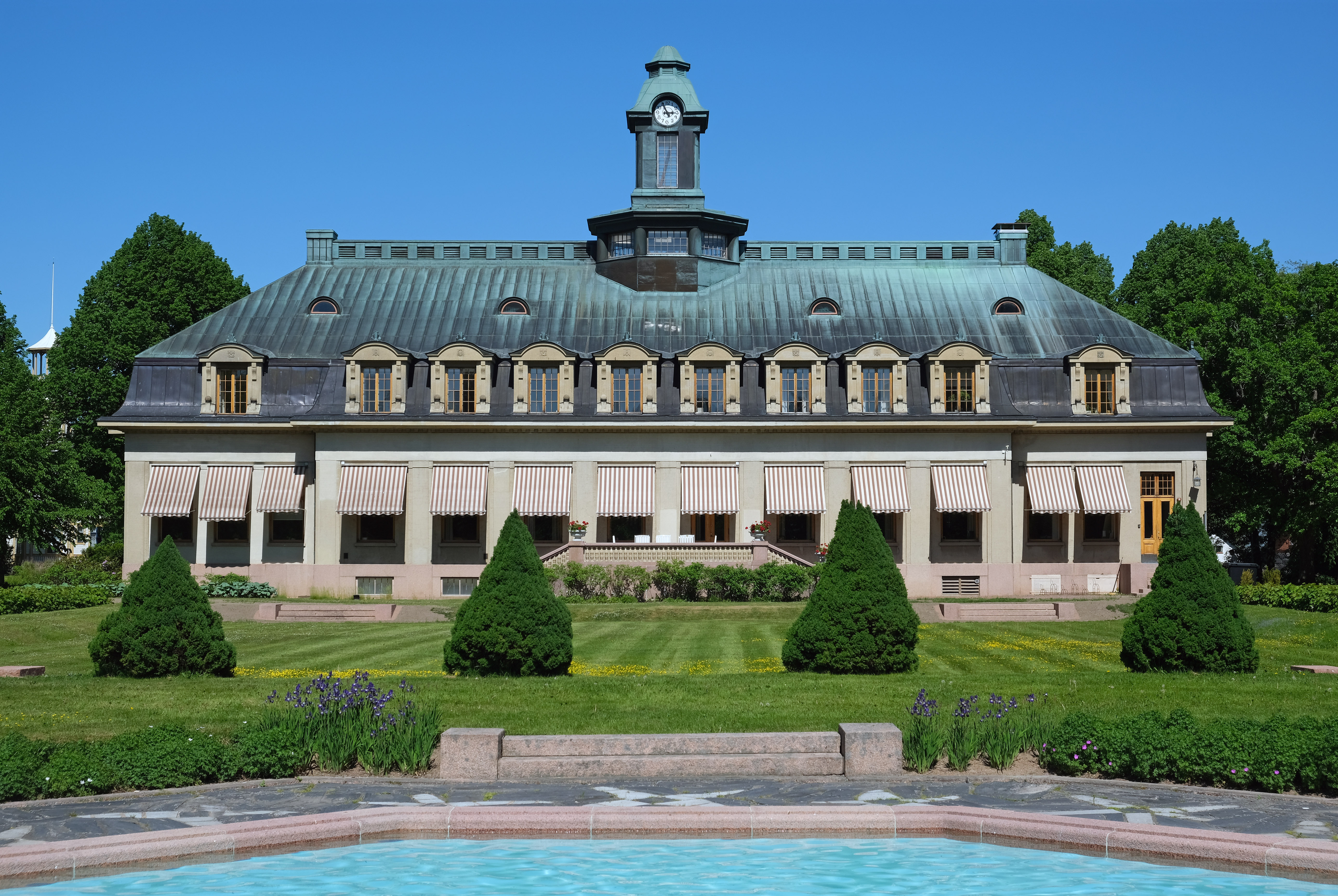
Ahlströms huvudkontor vid Norrmarks bruk i Björneborg

Ahlström (vid en bolagsombildning 2001 internationaliserades namnet till Ahlstrom) var en finländsk industrikoncern, som grundades 1851 av Antti Ahlström. År 2017 fusionerades bolaget med svenska Munksjö och blev Ahlstrom-Munksjö.

## Historik

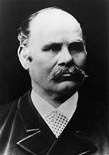
Antti Ahlström

Ahlström hade sitt ursprung i det sågverks-, metall- och transportföretag som Antti Ahlström grundade 1851. Tyngdpunkterna i företaget var produktion av cellulosa, papper och trävirke, samt av maskiner. Företaget expanderade senare även med glastillverkning.
Efter Antti Ahlströms död 1904 övertogs ledningen av sonen Walter Ahlström. Denne utsågs 1908 till direktör och koncernchef för det 1907 ombildade A. Ahlström Oy i Norrmark utanför Björneborg. Under hans ledning fram till 1931 utvecklades bolaget till en av Finlands största industrikoncerner. På Walter Ahlströms initiativ grundades 1907 Kauttua pappersbruk, varefter företagets tyngdpunkt flyttades över till östra Finland, där Warkaus bruk köptes av Paul Wahl & Co 1909. Genom köp 1915 respektive 1919 förvärvades Karhula och Iittala glasbruk. Bolaget gick från att vara sågverk till att vara en koncern med också mekanisk och kemisk pappersindustri, mekaniska verkstäder och glasbruk. År 1931 var Ahlström Finlands största industriföretag med 5000 anställda. Sågverk fanns i Satakunda, Tammerforstrakten, Östra Nyland och Karelska näset.
A. Ahlströms internationella expansion inleddes 1963, då företaget blev majoritetsägare i ett pappersfabrik utanför Turin i Italien. Under 1980-talet slutade företaget att tillverka tidnings- och tidskriftspapper för att koncentrera sig på specialpapper.
År 2001 ombildades A. Ahlström Oy till tre bolag: det börsnoterade Ahlstrom Oyj som övertog den industriella verksamheten, fastighetsbolaget A. Ahlström Oy som bl.a. förvaltar den Ahlströmska släktens fastigheter, och investmentbolaget Ahlström Capital Oy som förvaltar familjens aktieportfölj.
År 2013 slogs delar av specialpappersverksamheten samman med Munksjö och 2017 fusionerades de två bolagen och blev Ahlstrom-Munksjö.